# Lisa Jewell
Lisa Jewell (ur. 19 lipca 1968 w Londynie) – brytyjska pisarka.

## Życiorys
Jako młoda dziewczyna uczęszczała do katolickiej szkoły św. Michała w Finchley. Przez jakiś czas zajmowała się modą.
Jej kariera jako pisarki rozpoczęła się, gdy znajomy poprosił ją o napisanie trzech rozdziałów powieści, a w zamian za to zaprosił ją na kolację do ulubionej restauracji. Te trzy rozdziały zostały wykorzystane w książce, która później stała się bestsellerem.
Mieszka w Londynie, z mężem i dwiema córkami.

## Twórczość (wybór)
- Impreza u Ralpha (1999)
- Trzydziestka na karku (2000)
- Gwiazda jednego przeboju (2001)
- Przyjaciel rodziny (2004)
- Vince i Joy. Opowieść o prawdziwej miłości (2005)
- Ulica Marzeń 31 (2007)
- Prawdziwa historia Melody Browne (2009)
- Po imprezie (2010)
- Pozostała rodzina (2023)
- Nic tu nie jest prawdą (2024)